# Mosquiter de Brooks
El mosquiter de Brooks (Phylloscopus subviridis) és un ocell de la família dels fil·loscòpids (Phylloscopidae). El seu estat de conservació es considera de risc mínim.

## Hàbitat i distribució
Habita els boscos de coníferes dels Himàlaies, criant al nord de Paquistan, nord-est d'Afganistan i nord de l'Índia.